# Wilfred Agbonavbare
Wilfred Agbonavbare (Lagos, Nigeria, 5 de octubre de 1966 - Alcalá de Henares, España, 27 de enero de 2015), conocido simplemente como Wilfred, fue un futbolista profesional nigeriano que jugaba en la demarcación de portero. Fue también internacional con la selección nigeriana. 
Jugador histórico del Rayo Vallecano de Madrid, en el momento de su retirada era el extranjero con más partidos disputados en la historia del club, con 189, hasta que fue superado en 2021 por el argentino Óscar Trejo.
Se formó como futbolista en diversos equipos de la primera división nigeriana hasta que en 1990 fichó por el club vallecano, en el que permaneció seis temporadas y al que ayudó a conseguir el ascenso a la primera división española en la temporada 1991-92. Gracias a sus actuaciones fue convocado por Nigeria tanto en la Copa de África como en la Copa Mundial de 1994. Su retirada tuvo lugar en el Écija Balompié de la segunda división española tras la temporada 1996-97.
En su estilo de juego se caracterizaba por la seguridad en los balones altos y en las salidas.

## Trayectoria
Wilfred inició su carrera profesional en clubes nigerianos. Con dieciséis años debutó con el New Nigeria Bank de Primera División, asumió la titularidad y ganó una liga nacional (1985) y dos campeonatos de clubes de la WAFU (1983 y 1984). Durante un tiempo fue convocado por la selección nacional, aunque no pudo consolidar el puesto. Después de una prueba en el Brentford F. C. de la segunda división inglesa, regresó a su país para fichar por el BCC Lions en 1989.
En verano de 1990 viajó a España para hacer pruebas en distintos equipos. Finalmente el Rayo Vallecano, club madrileño de Segunda División, le fichó por recomendación de Felines, quien quedó sorprendido con sus cualidades. Para sellar el trato, la directiva acordó el pago de una pequeña cantidad y el alquiler de un piso en el barrio. En la temporada 1990-91 se ganó la titularidad con treinta y cinco goles encajados en treinta y dos partidos y en la campaña 1991-92 formó parte del plantel que logró el ascenso a Primera División. No fue hasta su tercer año cuando pudo firmar el contrato profesional.
Debutó en la máxima categoría el 5 de septiembre de 1992 ante el Valencia C. F., que se impuso por 0 a 1. En la segunda jornada fue expulsado ante el C. D. Logroñés, lo que propició que el segundo guardameta, el campeón olímpico Toni Jiménez, le desplazara de la portería durante algunas jornadas. No obstante, recobró la confianza de José Antonio Camacho en los entrenamientos y finalizó la temporada como titular. Una de sus actuaciones más destacadas tuvo lugar en mayo de 1993, cuando el Rayo empató 1 a 1 frente al Real Madrid en el Santiago Bernabéu y le detuvo un penalti a Michel. Al año siguiente Toni se marchó al R. C. D. Español y Wilfred se consolidó en la campaña 1993-94, en la que los rayistas descendieron a Segunda. A pesar de ese resultado, contó con el beneplácito del público vallecano e incluso la selección de Nigeria volvió a convocarle. Al año siguiente el Rayo finalizó segundo y volvió a ascender.
A pesar de renovar contrato tras el ascenso, la temporada 1995-96 resultó la más complicada desde su llegada a España. Tras perderse el inicio de la liga por lesión, no consiguió ganarse la confianza del nuevo técnico Marcos Alonso, que había llegado a mitad del torneo. En la segunda vuelta Abel Resino, fichado en el mercado de invierno, relegó al nigeriano al banquillo. Tras el cese de Alonso y la llegada de Fernando Zambrano, Wilfred pudo disputar los últimos tres encuentros de la campaña y la decisiva promoción ante el R. C. D. Mallorca, en la que el Rayo ganó la permanencia.
Después de seis temporadas y 76 partidos en Primera, Wilfred abandonó el Rayo Vallecano en la temporada 1996-97 y fichó por el Écija Balompié, un recién ascendido a Segunda División. En ese club alternó la portería con Pedro Illanes y jugó veintitrés encuentros, pero los andaluces finalizaron últimos y cuando se consumó el descenso, se marchó con la carta de libertad. Sin equipo, regresó a Nigeria y estuvo entrenando allí durante un año. Ante la falta de ofertas se retiró con treinta y un años.

## Selección nacional
Wilfred fue internacional en 14 ocasiones con la selección de Nigeria. En 1983 participó con la categoría sub-20 en el Mundial Juvenil de México, donde disputó dos encuentros. En la absoluta sus apariciones fueron más esporádicas.
Gracias a su desempeño en la liga española, la Federación Nigeriana volvió a convocarle en 1994. Ese año formó parte de la histórica selección que se proclamó campeona de la Copa África y de la que alcanzó los octavos de final en el Mundial de Estados Unidos. En ambos torneos Wilfred fue suplente de Peter Rufai. Sin embargo, sí fue titular en la fase final de clasificación para el Mundial frente a Costa de Marfil y Argelia.
En 1998, a pesar de estar retirado, entró en una preselección de sesenta futbolistas para disputar el Mundial de Francia. No entró en la lista definitiva.

### Participaciones internacionales
| Mundial                        | Sede           | Resultado        |
| ------------------------------ | -------------- | ---------------- |
| Copa Africana de Naciones 1994 | Túnez          | Campeón          |
| Copa Mundial de Fútbol de 1994 | Estados Unidos | Octavos de final |

## Vida posterior
En su etapa como jugador destacó por un estilo de vida austero y por su participación en la comunidad del barrio de Vallecas.
Al retirarse, Wilfred y su esposa fijaron su residencia en Madrid. En ese tiempo se ganó la vida con distintos empleos eventuales. A la vez que repartía paquetes como mensajero se dedicaba a entrenar porteros en el Club Deportivo Coslada, un equipo amateur. Después trabajó en una gasolinera, pasó por una agencia de viajes y finalmente ejerció de mozo de carga y embalador de maletas en el aeropuerto de Barajas para la empresa de mensajería MRW.
El resto de su vida fue muy complicada y estuvo marcada por los problemas económicos. A su mujer le fue diagnosticado un cáncer de mama y aunque Wilfred pagó el tratamiento y se mantuvo a su lado para cuidarla, no pudo evitar su muerte. El jugador se quedó solo, sin ahorros y con los hijos estudiando en Nigeria. Su caso apareció en 2014 en un episodio del programa El jefe infiltrado de La Sexta, donde el director general de MRW pudo hablar con el exjugador. Éste declaró que en sus tiempos de futbolista no se ganaba tanto dinero como en la actualidad, por lo que se había visto obligado a aceptar cualquier empleo para llevar una vida normal.

### Muerte
Poco después de su aparición en televisión, a Wilfred le fue diagnosticado un cáncer óseo. Durante un tiempo estuvo ingresado en Tampa, Florida (Estados Unidos) para recibir tratamiento, pero en los últimos meses regresó a España. El exfutbolista Augustine Igbinobaro, quien le acompañó en América, pidió ayuda económica para que los tres hijos del exjugador, aún en Nigeria, pudiesen viajar a España y despedirse de él. El Rayo Vallecano realizó todas las gestiones y recaudó donaciones entre sus hinchas para pagar los pasajes.
Wilfred Agbonavbare falleció en la mañana del 27 de enero de 2015 en el hospital de Alcalá de Henares, a los 48 años. Al funeral asistieron representantes del fútbol español, amigos y los hijos del guardameta, quienes no llegaron a tiempo de verle con vida por problemas de visados, pero sí estuvieron en el velatorio. Fue enterrado al lado de su esposa en el cementerio de Meco. En homenaje, el Rayo Vallecano ha puesto su nombre a la puerta n.º 1 del Estadio de Vallecas.
En mayo de 2016 el grupo político municipal Ahora Madrid solicitó el nombramiento de un centro deportivo en Vallecas en su honor, lo que finalmente fue aprobado en octubre de 2017.

## Clubes
| Liga                    | Club             | País    | Año       | Partidos | Goles |
| ----------------------- | ---------------- | ------- | --------- | -------- | ----- |
| Liga Premier de Nigeria | New Nigeria Bank | Nigeria |           |          |       |
| Liga Premier de Nigeria | Abiola Babes     | Nigeria |           |          |       |
| Liga Premier de Nigeria | BCC Lions        | Nigeria | 1989-1990 |          |       |
| Segunda División        | Rayo Vallecano   | España  | 1990-1991 | 32       | 35    |
| Segunda División        | Rayo Vallecano   | España  | 1991-1992 | 38       | 26    |
| Primera División        | Rayo Vallecano   | España  | 1992-1993 | 28       | 31    |
| Primera División        | Rayo Vallecano   | España  | 1993-1994 | 35       | 50    |
| Segunda División        | Rayo Vallecano   | España  | 1994-1995 | 31       | 22    |
| Primera División        | Rayo Vallecano   | España  | 1995-1996 | 20       | 28    |
| Segunda División        | Écija Balompié   | España  | 1996-1997 | 24       | 36    |